# 皮安迪斯科
皮安迪斯科（義大利語：Pian di Scò）原为意大利托斯卡纳大区阿雷佐省的一个市镇。总面积18.42平方公里，人口6324人，人口密度343.3人/平方公里（2009年）。ISTAT代码为051029。
2014年1月1日，皮安迪斯科与索普拉自由堡市镇合并为新的皮安迪斯科自由堡市镇。而皮安迪斯科则成为新市镇的一个分区。